# Rosena Allin-Khan
Rosena Chantelle Allin-Khan est une femme politique britannique, membre du parti travailliste britannique, députée de Tooting depuis le 17 juin 2016. Elle succède au député travailliste Sadiq Khan élu en mai 2016 au poste de maire de Londres.

## Formation
Allin-Khan est née à Tooting. Sa mère polonaise est une chanteuse du groupe polonais Filipinki, qui rencontre son père, originaire du Pakistan, alors que le groupe est en tournée à Londres. Le couple se sépare après avoir eu deux enfants et la mère d'Allin-Khan occupe trois emplois pour subvenir aux besoins de Rosena et de son frère.
Elle fait ses études à la Trinity St Mary School. Elle voulait être médecin mais ne pouvait pas se permettre d'aller à l'école de médecine. Elle obtient un diplôme en biochimie médicale à l'Université Brunel de Londres, en finançant ses études par le biais d'une série d'emplois à temps partiel.
Après des études supplémentaires financées par des bourses, elle est acceptée à l’âge de 24 ans pour étudier la médecine à l(Université de Cambridge.

## Carrière médicale
Après avoir obtenu son diplôme de médecin, Allin-Khan travaille aux hôpitaux Royal London et Homerton.
Elle obtient ensuite une maîtrise en santé publique avec spécialisation en santé mondiale et assistance humanitaire d'urgence. Elle travaille pendant de nombreuses années en tant que médecin en aide humanitaire au Moyen-Orient, en Asie et en Afrique. Elle travaille aussi dans les régions rurales de l'Australie en tant que médecin remplaçante.
Avant son élection à la Chambre des communes, elle travaille comme médecin junior au service des accidents et des urgences de l'hôpital St George's de Tooting.

## Carrière politique
Allin-Khan est conseillère du conseil de Wandsworth dans le quartier de Bedford à Balham et occupe auparavant le poste de chef adjoint du groupe travailliste du conseil.
Allin-Khan est choisie comme candidate du parti travailliste dans la circonscription de Tooting après la vacance de son siège en mai 2016, lorsque le député en exercice, Sadiq Khan (aucun lien de parenté), démissionne après avoir été élu maire de Londres cette année-là. Allin-Khan remporte son siège à la Chambre des communes. Lorsque les résultats des élections sont annoncés aux premières heures du 17 juin, Allin-Khan abandonne son discours de victoire prévu et à sa place, elle lit un hommage à Jo Cox, la députée travailliste de Batley and Spen assassinée le 16 juin, jour de l'élection partielle.
Le 9 octobre 2016, Allin-Khan est nommée « shadow ministre » des sports. À ce titre, elle est la porte-parole du Parti travailliste pour des questions telles que la protection des jeunes contre l'exploitation sexuelle dans le sport et s'élève contre l'homophobie dans le sport.
Allin-Khan conserve son siège aux élections générales de 2017, avec une majorité accrue de 15 458 voix.

## Vie privée
Allin-Khan vit à Tooting avec son mari gallois. Elle est musulmane  et son mari s'est converti à l'islam. Le couple a deux filles.
Elle est boxeuse amateur et s'entraîne au Balham Boxing Club, où elle est également médecin de l'équipe .